# Pierre Mignoni
Pierre Mignoni (Tolón, 28 de febrero de 1977) es un entrenador y ex–jugador francés de rugby que se desempeñaba como medio scrum. Dirige al RC Toulon y fue internacional con Les Bleus de 1997 a 2007.

## Selección nacional
Fue seleccionado a Les Bleus por primera vez para la Copa Latina 1997 y debutó contra los Stejarii. Su último partido lo jugó ante los Pumas en Francia 2007.
En total jugó 28 partidos y marcó 30 puntos, productos de seis tries.

### Participaciones en Copas del Mundo
Disputó dos mundiales, en Gales 1999 Mignoni fue reserva por detrás del titular Fabien Galthié y el suplente Stéphane Castaignède por lo que solo jugó ante los Canucks y Namibia, le marcó un try a los africanos.
En Francia 2007 Mignoni fue suplente de Jean-Baptiste Élissalde y Les Blues eran los favoritos pero trompezaron en la inauguración del torneo cayendo derrotados por Argentina 12–17 y terminaron segundos en el grupo. En un partido memorable, ganaron a los All Blacks 20–18 (éste fue el peor mundial de Nueva Zelanda), en semifinales enfrentaron a los vigentes campeones del mundo: el XV de la Rosa, siendo vencidos 9–14 y nuevamente perdieron ante los Pumas 10–34 por el tercer puesto.
| Mundial                       | Sede    | Resultado     | PJ | Tries |
| ----------------------------- | ------- | ------------- | -- | ----- |
| Copa Mundial de Rugby de 1999 | Gales   | Subcampeón    | 2  | 1     |
| Copa Mundial de Rugby de 2007 | Francia | Cuarto puesto | 3  | 0     |

## Palmarés
- Campeón del Torneo de las Seis Naciones de 2002 y 2007.
- Campeón de la Copa Latina de 1997.
- Campeón de la Copa Desafío Europeo de Rugby de 2006–07.